# Oreodera quinquetuberculata
Oreodera quinquetuberculata là một loài bọ cánh cứng trong họ Cerambycidae.